# Joanna David
Joanna David (Lancaster, Engeland, 17 januari 1947) is een Brits televisieactrice.
Davids eerste grote rol was die van Elinor Dashwood in de BBC-bewerking uit 1971 van Jane Austens boek Sense and Sensibility. Een jaar later speelde ze mee in de televisieserie Oorlog en vrede, naast onder meer Anthony Hopkins.
Haar bekendste rol is die van heldin in een televisiebewerking van Daphne du Mauriers roman Rebecca. Dezelfde rol werd twintig jaar later gespeeld door haar dochter Emilia Fox.
In het theater speelde David onder meer met Derek Jacobi in Breaking the Code. Geleidelijk aan kreeg David meer volwassen rollen, zo speelde ze in 1995 de rol van Mrs. Edward Gardiner in de BBC-serie Pride and Prejudice, een televisiebewerking waarin ook haar dochter Emilia meespeelde als Georgiana Darcy.